# Juicios por delitos de lesa humanidad en Santa Fe
En la ciudad de Santa Fe, sede del Tribunal Oral Federal con jurisdicción en el centro norte de la provincia, se desarrollan juicios por delitos de lesa humanidad en Argentina al igual que en todo el territorio nacional, por las violaciones a los derechos humanos realizadas en el marco de un genocidio ocurrido durante la última dictadura cívico-militar en la Argentina (1976-83), abarcando el territorio represivo denominado Área Militar 212.

## Antecedentes
Como resultado de los procesos de Memoria, Verdad y Justicia, y luego de los años de impunidad consagrados por las leyes de Obediencia Debida y Punto Final, desde 2003 se reinició la instrucción de las causas, se tomaron nuevas denuncias con su correlato de investigación y se sostuvo el movimiento de opinión pública logrando que desde 2009 se elevaran a juicio y tuvieran condenas los genocidas miembros de las distintas estructuras del circuito represivo.
Las estructuras institucionales y sociales: Juzgado Federal de Santa Fe, Secretaría de Derechos Humanos de la provincia de Santa Fe, Foro contra la Impunidad y por la Justicia, fueron actores en las diversas instancias previas que llevaron a juicio y condena.

## Juicios con sentencia

### Causa Brusa: Primer funcionario judicial de la dictadura condenado
El Tribunal Oral Federal de Santa Fe condenó el 23 de diciembre de 2009 a 21 años de prisión a Víctor Hermes Brusa -exjuez federal y al momento de los hechos juzgados, secretario federal-; a 22 años de prisión a Juan Calixto Perizzotti; a 23 años de prisión a Héctor Colombini y Eduardo Ramos; a 20 años de prisión a Mario José Facino y a 19 años de prisión a María Eva Aebi, todos ellos pertenecientes a la policía provincial, por delitos de lesa humanidad (apremios ilegales, tormentos, privación ilegal de la libertad agravada por violencias y amenazas en perjuicio de las víctimas) comprobados contra 14 víctimas. Una nueva causa fue sustanciada por asociación ilícita del grupo de condenados.
La causa tuvo su antecedente de importancia en 1998, cuando el juez Baltasar Garzón presentó una imputación por juicios de lesa humanidad incluyendo a los siete integrantes del llamado “circuito Santa Fe”, que fueran denunciados en septiembre de ese año por las testimoniantes.
La sentencia condenó “Los hechos de la causa como parte del plan sistemático. Las consecuencias de ese plan, establecido y probado a nivel nacional, fue reproducido y acreditado en el ámbito de esta jurisdicción durante el presente proceso, donde se juzgaron hechos de privaciones ilegales de la libertad, tormentos y apremios ilegales, con características similares en todo el país. (…) En dicho plan,  tanto las fuerzas de seguridad (concretamente las policías de cada una de las provincias) como el Poder Judicial de la Nación, eran segmentos o instrumentos de aquel plan general.” (fundamentos de la sentencia)
Noventa y cinco testigos y la querella constituida por un grupo de mujeres víctimas sacaron a la luz otros delitos que dieron inicio a investigación fiscal y nuevas causas judiciales posteriores (la llamada “Brusa residual” y  la causa “Facino” por homicidio de Alicia López.
En este juicio fue apartado por razones de salud el ex Tte Coronel Domingo Manuel Marcellini, único militar acusado, quien estuvo a cargo del Destacamento de Inteligencia 122, con jurisdicción en Santa Fe y zonas aledañas, en los años en que se cometieron los hechos juzgados. Fue egresado de la llamada “Escuela de las Américas” USARSA (United States Army School of the Americas), del Ejército de los Estados Unidos con sede en la zona del canal de Panamá, en el año 1973.
Causa caratulada judicialmente como: “BRUSA, Víctor Hermes – COLOMBINI, Héctor Romeo – RAMOS CAMPAGNOLO, Eduardo Alberto - PERIZZOTTI, Juan Calixto - AEBI, María Eva - FACINO, Mario José S/ Inf. art. 144 ter, 1er. párrafo de la Ley N ° 14.616; arts. 144 bis incs. 1 ° y 2 ° y 142 inc. 1 ° último párrafo de la Ley N ° 23.077 y art. 55 del C. P", (Expte. N.º 03/08).

### Causa Barcos–Personal civil de inteligencia del Ejércitoinfiltrado en el sindicalismo
El Tribunal Oral Federal de Santa Fe condenó el 12 de abril de 2010, al exagente secreto del Ejército (PCI) Horacio Américo «Quique» Barcos, a quince años de prisión por «privación ilegal de la libertad agravada» y «tormentos» en dos casos, en concurso real (Causa 43/08). Murió en la cárcel de Las Flores en 2012 mientras cumplía su condena.
Barcos, un civil que operaba en el Destacamento de Inteligencia Militar 122 de Santa Fe, fue juzgado y condenado por integrar un grupo de tareas que en mayo de 1978 secuestró a la bibliotecóloga Amalia Ricotti y a su marido, el historiador y ex dirigente de CTERA, Alberto Tur, hoy fallecido, y de haberlos sometido a tormentos mientras estuvieron en cautiverio, entre el 16 y el 31 de mayo de 1978, en el centro clandestino de detención conocido como «La Casita» o «Fábrica», situado en cercanías de la ciudad de Santa Fe.
Con posterioridad a su liberación Tur debió exiliarse y Ricotti fue víctima de una serie de presiones de todo tipo con posterioridad al inicio de este expediente, en los que se la trató de con intención de amedrentarla o atemorizarla. Entre ellos se identificó al llamado “Vicente” quien era el Jefe de los PCI, Jorge Eleodoro Hauque, fallecido al momento del juicio.
Horacio Américo Barcos en su carácter de agente secreto de inteligencia militar del ejército, e integrante de un grupo de tareas de funcionamiento ilegal y clandestino, lo que los documentos de inteligencia presentados en juicio hacían referencia como “equipos especiales” (grupos de tareas) conformados por fuerzas conjuntas, que actuaban en forma coordinada, a fin de lograr la detención de estas personas consideradas subversivas, para luego concentrarlas en los “lugares de reunión de detenidos” (CCD), donde eran  torturados a fin de obtener la mayor información posible sobre otros integrantes de esos grupos que pudieran tener alguna vinculación con los objetivos señalados. Barcos revistaba como “Agente Secreto”, en el cuadro “C”, subcuadro “C-3”, que integraba el Pelotón Especial de Contrainteligencia, estaba asignado a tareas de calle.
En el alegato que pronunció el fiscal Martín Suárez Faisal, pidió que las violaciones sufridas por la víctima fueran consideradas como delitos de lesa humanidad, ya que formaron parte del plan sistemático de represión ilegal. Lo mismo ocurrió en la causa Brusa, donde al menos tres mujeres sobrevivientes relataron la violencia sexual como una forma específica de tortura. Tal criterio de justicia sería aplicado años después.
Causa caratulada judicialmente como: “BARCOS, Horacio Américo S/ Inf. art. 144 bis inc. 1.º, 142 inc. 1.º, 144 ter. 2do. Párrafo y 55 del C.P.” (Expte. N.º 43/08-)

### Secuestro y desaparición de Alicia López en la Seccional Cuarta
En agosto de 2010, el Tribunal Federal de la ciudad de Santa Fe condenó a Mario José Facino, quien fue el exjefe de la Comisaría 4.º (hoy Espacio de Memoria), por el homicidio de Alicia López, profesora de literatura y militante de las Ligas Agrarias. La víctima fue secuestrada a la medianoche del 21 de octubre de 1976 para ser llevada al centro clandestino de detención «La Casita» y luego a la comisaría en donde permaneció recluida en un calabozo. Siete personas que se encontraban detenidas ilegalmente declararon haber sido testigos de su grave estado de salud y de la falta de atención médica. Alicia les comentó en varias oportunidades que era diabética y que había sido muy torturada. Permanece desaparecida al día de la fecha.
La permanencia de Alicia López en la Comisaría 4.ª. se caracterizó por el sometimiento a condiciones infrahumanas de detención, consistentes en malos tratos, escasez de alimentación, falta de atención médica a pesar de su enfermedad, falta de medicamentos, falta de cama, de abrigo, y finalmente por los abusos sexuales y violación, según comprobaran los testigos.
Alicia López formaba parte de las “Ligas Agrarias” en la provincia del Chaco, sobre las que “…había una decisión política por parte del gobierno militar de aniquilar a la dirigencia y desarticular al movimiento que en ese momento molestaba al poder económico de los monopolios algodoneros. Los militares actuaron allí como el brazo armado de un poder económico que puso el ojo en estos movimientos y de una manera sistemática fueron reprimidos en todas las provincias en donde las Ligas Agrarias se desarrollaron, en algunas con mayor enseñamiento que en otras, agrega que tienen compañeros secuestrados, muertos, torturados, desaparecidos y encarcelados en todas las provincias.”
Facino desempeñó desde mayo de 1975 hasta diciembre del 76 la jefatura de la Seccional 4.ª, poseía un papel importante dentro de dicha estructura ya que estaba al frente de uno de los principales centros de detención clandestinos que funcionaron en la ciudad de Santa Fe durante la dictadura, destinado a la concentración de presos políticos, los cuales en general no eran registrados en los libros de guardia.
Fue condenado a  23 años de prisión, inhabilitación absoluta y perpetua, y accesorias legales (Arts. 12 y 19 del Código Penal) como coautor materialmente responsable del delito de privación ilegítima de la libertad, agravada por durar más de un mes (art. 144 bis inc. 1.º y art. 142 inc. 5.º); por el delito de tormentos calificados en virtud de ser la víctima una perseguida política (art. 144 ter, 2.º párrafo); y por el delito de homicidio agravado por alevosía y criminis causae (art. 80 inc. 2.º y 7.º), en concurso real en virtud del art. 55 del Código Penal vigente al momento de los hechos, todos en perjuicio de Alicia López, por cuanto la conducta reprochada al encausado, es la de infligir la muerte de la causante, al dejar que la misma agonizara en la celda de la comisaría a su cargo, como consecuencia de los tormentos recibidos antes y durante su estancia allí, sumado a las propias dolencias que padecía que fueron desatendidas; todo lo cual lleva a que le sea imputable su muerte, pues su conducta favoreció dicho desenlace.
Facino, ya había sido condenado a 20 años de prisión en la causa Brusa.
Causa caratulada judicialmente como: “FACINO, Mario José S/ Inf. Art. 144 bis inc. 1.º y último párrafo, por concurrir las circunstancias del art. 142 inc. 1, ambos del C.P., conf. Ley 14.616, en concurso real con el art. 144, ter, segundo párrafo del C.P, 277 y 79 C.P.)” (Expte. N.º 167/09)

### José María González- Comandante Área militar 212. Secuestro y desaparición de Mario Marini
En 2011, el Tribunal Oral Federal de Santa Fe condenó a José María González a prisión perpetua por el homicidio doblemente calificado del militante peronista Mario Marini, secuestrado junto a su esposa Ana María Cavadini y su hijo Germán el 9 de diciembre de 1975. En el conjunto de operativo represivo fueron detenidos y torturados varios militantes de la JP-Montoneros y permanece desaparecido José Manfredi. Causa caratulada judicialmente como: “GONZÁLEZ, José María s/ Inf. Arts. 151, 144 bis Inc. 1.º, conf. Ley 14.616, en función del art. 142 inc. 1.º, conf. Ley 20.642 y 79 del C.P. en concurso real -art. 55 del C.P.-” (Expte. N.º 223/10)
El excoronel González, jefe de la Guarnición Militar de Santa Fe y director del Liceo Militar General Belgrano, el 24 de marzo de 1976 derrocó al gobernador Dr. Carlos Sylvestre Begnis y quedó al mando de la administración provincial una vez ordenada la intervención militar. Al mismo tiempo se desempeñó como jefe del Comando de Artillería 121, Jefe de Guarnición de Ejército Santa Fe y jefe del Área 212, de la Sub Zona 21 del Ejército Argentino.
Los crímenes se cometieron con anterioridad al golpe militar del 24/03/76, en virtud de la Directiva del Consejo de Defensa N.º 1/75, de fecha 15/10/75, que organizó el modo en que se iba a implementar el accionar represivo, utilizando simultáneamente todos los medios disponibles en forma coordinada con los diferentes niveles, y poniendo en manos del Ejército la responsabilidad de dirigir las operaciones contra la subversión en todo el territorio del país.
De igual modo, el 28 de octubre de 1975, el comandante general del Ejército dictó la Directiva N.º 404/75, con la finalidad de “poner en ejecución inmediata” las medidas y acciones previstas en la Directiva N.º 1, por la cual fijó las zonas prioritarias de lucha (Tucumán, Capital Federal, La Plata, Córdoba, Rosario y Santa Fe), y dispuso la división territorial del país en zonas, subzonas, áreas y subáreas, y estableció que las reglas de procedimiento para detenciones y allanamientos quedaría supeditada a una reglamentación identificada como Procedimiento Operativo Normal –P.O.N. N.º 212/75-, que fue dictada el 16 de diciembre del mismo año, con carácter “secreto”.
En el debate quedó demostrado que en el procedimiento del 9 de diciembre intervino el capitán del Ejército Argentino Douglas Patrick Dowling, hoy fallecido, y revestía en el Destacamento de Inteligencia 122; el teniente coronel Carlos Adalberto Rodríguez Carranza, quien integraba el Comando de Artillería 121 como Personal Superior en cuarto lugar en orden jerárquico; y el coronel María González, principal responsable de los hechos juzgados, quien se encontraba al frente de dicho Comando y era quien necesariamente impartía las órdenes para que se lleven a cabo los procedimientos represivos que se realizaron durante su gestión, como dan cuenta los artículos periodísticos de la época que fueron acompañados y admitidos como prueba documental, las constancias consignadas en los libros de guardia de la Comisaría Primera, los organigramas e informes del Ejército, entre otros documentos.
Causa caratulada judicialmente como: “GONZÁLEZ, José María s/ Inf. Arts. 151, 144 bis Inc. 1.º, conf. Ley 14.616, en función del art. 142 inc. 1.º, conf. Ley 20.642 y 79 del C.P. en concurso real -art. 55 del C.P.-” (Expte. N.º 223/10)

### Martínez Dorr -Privación de libertad y tormentos a un militante menor de edad.
En este juicio se condenó al exintegrante del Comando Radioeléctrico de Santa Fe José Martínez Dorr, por la privación ilegal de la libertad y tormentos agravados en perjuicio de Froilán Aguirre, exmilitante de la Unión de Estudiantes Secundarios (UES), cuando apenas tenía 17 años junto con su compañero de militancia Juan Alberto Osuna. Ambos fueron llevados a una casa de campo en San José del Rincón, donde fueron torturados. A la madrugada del día siguiente, Froilán fue llevado a la comisaría 1.ª donde también fue duramente golpeado. Veintinueve días después fue liberado. Osuna apareció muerto por un enfrentamiento fraguado, hecho conocido como la Masacre de la Tapera.
En el juicio ha quedado probado que el oficial de policía Martínez Dorr (quien culminó su carrera llegando al grado máximo) intervino directamente en hechos relacionados con la represión ilegal durante los años 1976 a 1977 la ciudad de Santa Fe, según registros presentados, siendo inclusive distinguido por su desempeño en ese marco.
La sentencia se fundamenta en la prueba testimonial de varios testigos, entendiendo que la reconstrucción histórica de los hechos ocurridos en la República Argentina durante la década del 70, pudo hacerse de manera esencial con base en los testimonios de quienes resultaron víctimas del régimen represivo instaurado desde el Estado. Ello causado por diversos factores: los hechos investigados han acontecido hace más de treinta años; sus autores fueron integrantes del Estado que actuaron bajo la cobertura y amparo del mismo, desde el cual además se intentó por todos los medios ocultar las pruebas de los delitos cometidos; sumado a ello, de una u otra manera se han producido en estos procesos impedimentos de orden legal y procesal que postergaron el avance de la investigación durante muchos años, al punto que debió declararse la inconstitucionalidad de las leyes denominadas de punto final y obediencia debida para poder avanzar en el esclarecimiento de los hechos.
Así lo entendió la Cámara Federal en la denominada causa 13/84 (Juicio a las Juntas) donde expresó: “La declaración testimonial es un medio de prueba que se privilegia frente a modos particulares de ejecución en los que deliberadamente se borran las huellas, o bien se trata de delitos que no dejen rastros de su perpetración, o se cometen al amparo de la privacidad. En tales supuestos a los testigos se los llama necesarios.”
Causa caratulada judicialmente como: “MARTINEZ DORR, Roberto José s/Inf. Art. 144 bis inc 1.º del C.P. y Art. 144 ter. 1.º y 2.º párrafo del C.P. según Ley 14.616 y Art. 55 C.P.” (Expte. 26/10)

### Brigada Aérea de Reconquista- Centro clandestino de detención
Se trató del décimo juicio de la provincia de Santa Fe, y el primero en la sección de Reconquista. Fueron condenados siete imputados que pertenecieron a la Fuerza Aérea (capitán Danilo Sambuelli, jefe de Inteligencia de la Base y Jorge Alberto Benítez, interventor de la Unidad Regional de Policía) y a la policía de la provincia (comisario Carlos Armando Nickisch,-jefe de Informaciones (D-2) Eduardo Antonio Luque, Horacio Osmar Machuca, Arnaldo Neumann, Rubén Vicente Molina) por delitos cometidos en el centro clandestino de detención «Brigada Aérea» en casos comprobados contra 40 víctimas.
Fueron abogados querellantes los Dres. Lucila Puyol (HIJOS- Santa Fe) e Iván Bordón (Norte Amplio por los Derechos  Humanos).
Danilo Sambuelli, de la Fuerza Aérea y ex interventor de la municipalidad de Reconquista durante la última dictadura, fue condenado a 21 años de prisión. Cinco de los imputados fueron condenados como autores directos de violaciones sexuales reiteradas a dos mujeres. Una de ellas menor de edad y otra que se encontraba embarazada en estado avanzado y fue mantenida cautiva en su casa donde fue violada de manera reiterada frente a sus hijos de 2 años y 9 meses de edad. Cuando nació su hijo, fue apropiado por lo cual se derivó la instrucción de una nueva causa. Otra de las víctimas también sufrió esclavitud sexual durante su cautiverio tanto en el centro clandestino como en su propia casa.
Esta causa fue la primera en la provincia que consideró a los delitos sexuales cometidos por represores como crímenes de lesa humanidad, según se expresa en la condena: “el secuestro de personas, el sometimiento a interrogatorios bajo tormentos, las vejaciones y la violación sexual de las víctimas  constituyen “delitos de lesa humanidad”, pues se han dado en el marco de un plan sistemático y generalizado de ataque a un sector de la población civil por parte del Estado, y por tanto no pueden ser considerados “delitos comunes”,  reúnen todas las características antes señaladas para ser considerados crímenes contra la humanidad, y por lo tanto imprescriptibles”.
Causa caratulada judicialmente como: “SAMBUELLI, Danilo Alberto – BENITEZ, Jorge Alberto – NICKISCH, Carlos Armando – LUQUE, Eduardo Antonio – MACHUCA, Horacio Osmar – NEUMANN, Arnaldo Máximo – MOLINA, Rubén Vicente S/Inf. Art. 142 Inc. 1.º) 144 Ter Primer Párrafo con la agravante del 2.º Párrafo según Ley 14.616 y 55 del C.P.” (Expte. N.º 21/10)

### Brusa II - Asociación ilícita de los integrantes de la represión
Este juicio fue otra las causas llamadas “residuales”, en este caso se investigó a los imputados de la causa “Brusa”, pero por el delito de asociación ilícita. El exjuez Víctor Brusa fue condenado a siete años de prisión y a nueve años de prisión el exagente de la Policía provincial en el Departamento de Informaciones de la Provincia (D-2), Alberto Ramos Campagnolo. El exjefe de la Oficina de Coordinación dependiente del Área Militar 212, Juan Calixto Perizzotti, fue condenado a 8 años y a cinco la exagente María Eva Aebi., (no siendo juzgados los fallecidos Rolón y Facino.
Ha quedado probada la existencia de un acuerdo de voluntades implícito entre sus miembros, acuerdo efectuado de conformidad al plan sistemático instaurado en nuestro país durante el último gobierno de facto, que tuvo por objeto la persecución de aquellas personas con pertenencia a determinada ideología.
Tal organización estaba conformada dentro de la misma estructura estatal, tanto en el ámbito militar, policial y judicial  de sus integrantes, quienes voluntariamente y compartiendo la ideología del régimen militar imperante, hicieron su aporte desde el lugar que a cada uno le cupo dentro de la referida estructura estatal, roles y actuación de cada uno de ellos que se encontraban predeterminados, coordinados y eran funcionales a un plan delictivo para cometer cincuenta y tres hechos delictivos probados durante el desarrollo de las audiencias de la denominada causa “Brusa” (2009).
Causa caratulada judicialmente como: “BRUSA, Víctor Hermes – RAMOS CAMPAGNOLO, Eduardo Alberto - PERIZZOTTI, Juan Calixto - AEBI, María Eva - S/ Inf. art. 210 del C.P." (Expte. N.º 208/11)

### Secuestro y torturas al Intendente Campagnolo
En este juicio se condenó al subjefe de Destacamento de inteligencia 122, Jorge Diab, y al comisario de la policía provincial Ricardo Salomón por el secuestro y torturas que sufrieron quienes fueron intendente de la ciudad de Santa Fe y presidente de la Cámara de Diputados de la provincia hasta el golpe de Estado de 1976.
En el proceso se investigaron los delitos de privación ilegal de la libertad y tormentos en perjuicio del ex intendente de Santa Fe (1973-1976, Frente Justicialista de Liberación), Noé Adán Campagnolo y del expresidente de la Cámara de Diputados, Rubén Dunda, también justicialista. El 24 de marzo de 1976  grupos de tareas los secuestraron en sus casas. Ambos fueron las mayores autoridades del gobierno justicialista que fueron detenidas en la provincia.
Fueron enjuiciados dos coroneles: el exjefe del Área 212 y primer interventor militar en la provincia, José María González (apartado del juicio por agravamiento de salud que lo llevó a la muerte) y el ex subjefe del Destacamento de Inteligencia Militar 122, Jorge Roberto Diab, acusados -los dos primeros- como "autores mediatos" y un comisario de la Policía, Ricardo José Salomón como "autor material" de la "privación ilegal" y los "tormentos agravados" a Campagnolo.
Una de las pruebas de cargo fue una entrevista de 1996, en el programa de televisión "Entrelíneas" con el testimonio de Campagnolo, que falleció en 2003 cuando sus torturadores permanecían en la impunidad, sobre las torturas que padeció en la Guardia de Infantería Reforzada (GIR), donde estuvo secuestrado y la historia clínica de su internación en el hospital José María Cullen: "Setenta hematomas en distintas partes del cuerpo, siete costillas fracturadas, rotura de vegija e intestinos, ano contranatural por seis meses". El ex arzobispo de Santa Fe, monseñor Vicente Zazpe, tuvo una importante intervención, al acudir a la Casa de Gobierno provincial y le advirtió a González sobre las torturas al ex intendente. Un testigo, el expolicía Silvio Caballero, reconoció la sala de torturas en la que vio a Campagnolo y al comisario Ricardo Salomón como uno de los torturadores.
Causa caratulada judicialmente como: “SALOMÓN, Ricardo José – GONZÁLEZ, José María – DIAB, Jorge Roberto s/ Delito Anterior al Sistema – Privación Ilegal de la Libertad (art. 144 bis, inc. 1) en concurso real con Imposición de Tortura (art. 144 ter, inc. 1) y otros” (Expte. N.º 35/2009)

### Condena a Juez de menores por retención y ocultamiento de la niña Paula Cortassa (Carolina Guallane)
El exjuez de menores de Santa Fe, Luis María Vera Candioti, fue condenado a 15 años de prisión por haber participado en la retención y ocultamiento de Paula Cortassa. También fue condenado a prisión perpetua el ex comisario de la policía provincial Juan Calixto Perizzotti y los exmilitares Domingo Morales y Carlos Enrique Pavón, quienes recibieron una pena de 22 y 13 años, respectivamente. También estuvieron imputados en la causa el excoronel José María González y el mayor Jorge Roberto Diab, finalmente apartados del juicio oral por razones de salud.
El 11 de febrero de 1977, Blanca y Enrique fueron secuestrados junto con su hija Paula, de  un año de edad. Blanca Zapata fue gravemente herida, ingresada como “NN”, permaneciendo incomunicada y con custodia policial en la Sala Policial del Hospital Piloto. Falleció luego de agonizar por casi diez días y también su bebé al producirse un “aborto espontáneo”. Según los registros del libro de guardia de la Sala del Hospital Piloto, surgen dudas sobre qué fue lo que sucedió con los restos del bebé, ni por qué no se intentó hacer una cesárea para salvarle la vida, siendo que Blanca había registrado una mejora en su salud. “Aquí también yace un interrogante acerca de lo sucedido, aunque no sea objeto de este proceso” se explica en la sentencia.
Los restos de Blanca Zapata, fueron inhumados como “NN” en el Cementerio Municipal de Santa Fe, por disposición del Centro de Operaciones Tácticas de la Jefatura del Área 212. Mientras que Enrique Cortassa, desde el día de su secuestro, se encuentra desaparecido. Su cuerpo fue identificado en 1998, año en el que también fue restituida la identidad de Paula.
De las constancias de las actuaciones surge que la menor fue mantenida por el Ejército un tiempo fuera del conocimiento judicial, luego entregada con documentación antedatada bajo responsabilidad del juez, pasada por Casa Cuna y por el domicilio de una asistente social. El juez omitió las diligencias necesarias para averiguar el origen de los padres y si existían familiares que se pudieran hacer cargo de ella, para posibilitar el procedimiento de adopción a una familia de la ciudad de Venado Tuerto, entregando a Paula en precario estado de salud y desnutrición en un domicilio particular. La búsqueda de identidad por parte de Carolina Guallane (Paula Cortassa) fue el primer caso de apropiación de bebés investigado en la zona Santa Fe a fines de la década de 1990.
Los cargos al Juez de Menores Vera Candioti (uno de cuyos hermanos era médico policial y otro militar en actividad) fueron por Sustracción, retención y ocultamiento de la menor; supresión de su estado civil e identidad; falsificación ideológica de documento público y prevaricato, en perjuicio de Paula Cortassa (María Carolina Guallane).
En el juicio también se investigaron además varios operativos que marcaron profundamente a la sociedad santafesina por su crueldad y violencia. Un total de 55 víctimas en hechos que transcurrieron desde el 17 de febrero de 1976 al 28 de agosto de 1977 se acumularon en un único expediente, por lo que la causa fue denominada usualmente “Causa Acumulada”, que incluyó los homicidios de Antonio Inocencio Silva, Daniel Martín Angerosa, Enrique Gerardo Esteban Guastavino, Carlos Lorenzo Livieres Banks, Héctor Raúl Ameri, Mario Luis Totterau, María Cristina Mattioli, Olga Teresita Sánchez, Graciela Cristina Siryi, Gladys Lucía Gómez, Luis Alberto Vuistaz, Miguel Ángel Fonseca, Evaristo Rolando Oviedo, Ana María Fonseca, Antonio Roque Bernal, Carlos Alberto Belmont, Graciela Saur, Horacio Lisandro Ferraza, Silvia Edith Coria, Alfredo Fontana, Susana Beatriz Trossero, Adriana Alicia Ángel, Adriana María Bianchi, María Josefina Mujica, José Pablo Ventura, Osvaldo Pascual Ziccardi, Jorge Luis Piotti, Carlos Mario Frigerio, Ileana Esther Gómez de Ruíz, Blanca Josefa Zapata, Cristina Irma Ruíz de Ziccardi, Enrique Cortassa, Juan Carlos González Gentile, Norma Esther Meurzet, Silvia Haydee Wollert, José Luis Gómez, Roberto Daniel Suárez, Elsa Raquel Diaz, Alberto Tomás Velzi, Néstor Hugo Cherry, Carlos Miguel Pepe Núñez, Norberto Aldo Partida, Luis Alberto Verdú, Ángel Eduardo Fiocchi Arce, y de Alberto Néstor Sole
Causa caratulada judicialmente como: “PERIZZOTTI, Juan Calixto - PAVÓN, Carlos Enrique - VERA CANDIOTI, Luis María –MORALES, Domingo s/ ASOCIACIÓN ILÍCITA – HOMICIDIO SIMPLE -IMPOSICIÓN (art. 144 ter inc. 1) Y OTROS” (Expte. N.º 880000294/12)

### Apropiación y sustracción de identidad del menor José Luis Maulín Pratto.
El Tribunal Oral en lo Criminal Federal de Santa Fe condenó a Cecilia Góngora a ocho años de prisión por la apropiación de José Luis Maulin Pratto. Además, Elsa Gladis Nasatsky, la médica obstetra que elaboró la certificación falsa del parto, fue condenada a seis años de prisión. Danilo Alberto Sambuelli, capitán de la Fuerza Aérea también  fue imputado como partícipe primario penalmente responsable, falleciendo antes del juicio.
El menor apropiado había nacido el 26 de marzo de 1977 y fue apropiado por Luis Ángel Segretín y Cecilia Góngora, quien era hija de un agente civil de la Fuerza Aérea. El padre de José Luis, Rubén Maulín, había sido secuestrado y se encontraba detenido en la Cárcel de Coronda. Su compañera, Luisa Pratto, quien tenía cuatro meses de embarazo, permaneció secuestrada en su casa junto con su hermana.
El hecho de apropiación del niño fue denunciado en el Juzgado Federal de Reconquista en el año 2008 por las hermanas Griselda y Luisa Pratto y el expediente no pudo estar integrado en lo que fue el juicio oral de la Causa Base Aérea Militar Reconquista. En la  sentencia de aquel juicio quedó plenamente acreditado que Luisa Beatriz Pratto concurrió de urgencia al Sanatorio Reconquista donde fue asistida en parto por la Dra. Elsa Gladys Nasatsky, dando a luz a un varón que fue sustraído y posteriormente fue inscripto como hijo propio por el matrimonio de Cecilia Góngora y Luis Ángel Segretín (fallecido), valiéndose de un certificado de nacido vivo en el que se asentaron declaraciones falsas, confeccionado y suscripto de puño y letra por la médica. Dicha pareja lo retuvo y ocultó del poder de custodia de sus padres durante 32 años.
En 2009 José Luis pudo establecer, mediante análisis de ADN en el Hospital Durand (Banco Nacional de Datos Genéticos), quiénes eran sus padres. Su identidad fue restituida en 2016, cuando esta sentencia ordenó al Registro Civil de la ciudad de Reconquista que efectúe las rectificaciones correspondientes y expida nueva documentación que acredite la verdadera identidad de quien hasta el presente figuró inscripto como José Luis Segretín
El Tribunal sostuvo: “Las figuras de retención y ocultamiento de un menor de diez años integran la categoría de delitos permanentes, en los que la actividad consumativa no cesa al perfeccionarse el delito, sino que perdura en el tiempo, por lo que éste continúa consumándose hasta que culmina la situación antijurídica”. Además ambas mujeres fueron condenadas por supresión de estado civil de un menor de diez años de edad y  falsificación ideológica de documento público
Causa caratulada judicialmente como: “GÓNGORA, Cecilia Ramona – NASATSKY, Elsa Gladis s/ infracción art. 146, 139 inc. 2 y 293 del C.P.” (Expte. N.º 105/11)

### Causa Guardia Rural Los Pumas
El Tribunal Oral en lo Criminal Federal de Santa Fe impuso la pena de 8 años de prisión a los ex policías provinciales Juan Antonio Mulasano y Omar Rubén Noce  por los delitos de privación ilegítima de la libertad agravada por violencia y amenazas y aplicación de tormentos a prisioneros políticos durante 1976 y 1977, delitos de lesa humanidad cometidos en las ciudades de Reconquista y Vera.
La misma se desprende la «Causa Sambuelli», iniciada el 19 de noviembre de 2012 en la cual los dos condenados debían ser juzgados pero en esa época estaban prófugos y fueron  posteriormente capturados. Omar Rubén Noce, se desempeñó como Ayudante de Jefatura en la Guardia Rural. Mulasano, prestaba servicios con el grado de Cabo en la Unidad Regional N.º IX de la Policía Provincial en la División Inteligencia y Comunicaciones –Servicios Generales-, dependencia ésta que operó bajo el control operacional de las fuerzas armadas al ser intervenida por personal militar de la Base Aérea Reconquista
Por esa razón, este juicio es considerado un desprendimiento del que juzgó la actuación de los miembros del llamado "circuito represivo" del norte santafesino, que incluyó el cuartel de Los Pumas, la Jefatura de Policía de Reconquista y la Base Aérea de la misma ciudad.
“Ha quedado debidamente acreditado en el presente juicio la existencia de un circuito clandestino de represión, secuestros y torturas de personas consideradas “subversivas”, en el norte de la provincia durante la segunda mitad de la década del 70; en los lugares donde las víctimas fueron llevadas luego de ser detenidas o secuestradas (sede de la Guardia Rural Los Pumas en Santa Felicia y Jefatura de Policía de Reconquista), se logró establecer la forma sistemática en que las fuerzas de seguridad y militares de la época sustraían a aquellas de sus domicilios o lugares de trabajo de manera ilegal, utilizando la fuerza, gran cantidad de efectivos fuertemente armados, que –en forma desproporcionada y fuera de todo marco legal- conducían a las víctimas con los ojos vendados, las manos atadas y en  muchos casos con “capuchas” en sus cabezas, a veces en el piso del asiento trasero de un automóvil, otras amontonados en la caja de un camión, a lugares donde permanecían varios días en condiciones de hacinamiento y eran interrogadas en muchos casos mediante sesiones de torturas.”
“La privación ilegal de la libertad de la totalidad de las víctimas se consumó al momento de ser detenidos en cada caso por parte de personal de las fuerzas de seguridad sin orden de detención expedida por autoridad competente ni órdenes de allanamiento que  autoricen la irrupción en los domicilios de las víctimas o en sus lugares de trabajo; dicha detención ilegal se mantuvo mientras cada una de las víctimas permaneció privada de su libertad en la Guardia Rural Los Pumas o en las comisarías de Reconquista y Vera, donde fueron alojados, e inclusive en el momento en que eran trasladados y continuaban a disposición de los imputados, pues durante todo ese lapso continuó siendo ilegítima.”
La Guardia Rural “Los Pumas” fue creada en 1961 con el fin de combatir el abigeato, pero desde sus inicios fue conducida por oficiales del Ejército y Gendarmería e incorporada a estrategia anticomunista de la “guerra fría”, desarrollando una amplia tarea de inteligencia hacia los movimientos populares, que fueron demostradas por Raúl Borsatti en su libro “El Control- Espionaje político y resistencia popular en el Norte santafesino”, con documentación proveniente del Archivo Provincial de la Memoria.
Causa caratulada judicialmente como: “NOCE, Omar Rubén - MULASANO, Juan Antonio s/Privación Ilegal de Libertad (art. 144 bis inc. 1) en concurso real con Privación Ilegal Libertad agravada (art. 142 inc. 1) e imposición de tortura agravada (art. 144 ter inc. 2)” (Expte. N.º FRO 86000078/2013)

### Secuestro y homicidio de Emilio Feresín
El 30 de marzo de 2017 el Tribunal Oral Federal de Santa Fe, condenó al exjefe de la Guardia de Infantería Reforzada (GIR) y coordinador del Área de Defensa 212, Juan Calixto Perizzotti a 20 años de prisión; el ex comisario de la Seccional 4.º, Ricardo Silvio Ferreyra, fue condenado a 16 años de prisión; la ex escribiente de la GIR, María Eva Aebi, fue condenada a 12 años de prisión; en tanto, el entonces secretario del Juzgado Federal de Santa Fe –y luego juez– Víctor Hermes Brusa fue condenado a tres años de prisión; y el exayudante del Departamento de Informaciones Policiales (D-2) de la policía provincial, Eduardo Alberto Ramos Campagnolo, recibió la pena de cadena perpetua.
Por los secuestros y torturas de 13 personas y el homicidio del responsable zonal de Montoneros, Emilio Osvaldo Feresin, quien fue secuestrado el 10 de febrero de 1977 y muerto, un mes después, por las torturas padecidas durante su cautiverio en un centro clandestino; testigos que compartieron cautiverio con él señalaron que lo vieron en muy malas condiciones físicas y que escucharon tanto los golpes que le propinaron como sus gemidos de dolor. Las otras 12 personas militantes de la Juventud Universitaria Peronista –11 mujeres y un hombre–, fueron secuestradas y luego torturadas en la Comisaría 4.ª, la Guardia de Infantería Reforzada (GIR) y en “La Casita”.
Perizzotti, Ramos Campagnolo y Aebi fueron juzgados por la privación ilegítima de la libertad agravada por haberse cometido con violencia y amenazas contra siete de esas víctimas y por seis hechos de tormentos. Ramos Campagnolo, además, fue juzgado como coautor del homicidio de Feresin. Por su parte, Brusa fue acusado en su carácter de funcionario judicial por la aplicación de apremios ilegales a dos víctimas con el objetivo de que modifiquen las declaraciones vertidas bajo torturas.
Cabe destacar que en esta causa estuvo imputado hasta su muerte en 2016 el ex 2.º jefe del Destacamento de Inteligencia 122, Jorge Roberto Diab, quien falleció en arresto domiciliario mientras cumplía la condena por la causa “Campagnolo-Dunda”.
Durante todo el proceso judicial, los acusados y sus familiares intentaron atemorizar al tribunal para conseguir castigos menos severos. hicieron pintadas, hubo incidentes en la sala y amenazaron a los jueces desde el público.
Causa caratulada judicialmente como: “RAMOS, Eduardo Alberto y Otros s/Privación Ilegal de la Libertad (Inf. Art. 144 Bis, inc. 1), Homicidio Simple (Art. 144 Ter 1.º párrafo - según Ley N.º 14.616) y Vejaciones o Apremios Ilegales (Art. 144 Bis, inc. 2 del C.P.)” (Expte. N.º 664/07)

### Amenazas a funcionarios judiciales, testigos y querellantes por un ex  PCI
En el mes de junio del año 2012 se realizó el juicio en la causa  que  resultó el primer juicio por amenazas en el marco de los procesos por delitos de lesa humanidad cometidos durante la dictadura. El Tribunal Oral Federal de Santa Fe condenó el 10/09/12 a cinco años de prisión al exagente civil de inteligencia (PCI) Juan José Luis Gil, por amenazar a investigadores y testigos en una causa por los crímenes del terrorismo de Estado en marzo y mayo de 2009.
Las amenazas enviadas mediante correos electrónicos tenían como objetivo coaccionar a los integrantes de la Asociación Norte Amplio por los Derechos Humanos, al juez, el fiscal, querellantes y testigos que intervinieron en la etapa de instrucción en la causa “Sambuelli” (Causa Base Aérea). El propósito era obstaculizar el avance de la justicia federal en las investigaciones de delitos de lesa humanidad y obligar a testigos y querellantes a que dejen de movilizar a la comunidad de Reconquista en la búsqueda de memoria, verdad y justicia y aportar pruebas a la causa.
En el juicio quedó suficientemente probada la existencia de los correos electrónicos enviados, y que su autor fue Juan José Luis Gil. Gil fue parte de la estructura represiva del terrorismo de Estado, fue personal civil de inteligencia, PCI del Ejército, expolicía rural y al allanarse su vivienda en 2009 poseía listas de personas indicando posiciones ideológicas y documentos de identidad con su foto y distintos nombres.
La condena fue dada por amenazas agravadas por ser anónimas y coacciones agravadas. Asimismo se dispuso la remisión de los DNI y credenciales encontrados al Juzgado Federal de Reconquista, para que se investigue una presunta falsedad
Causa caratulada judicialmente como: “GIL, Juan José Luis s/ Inf. arts. 149 bis y 149 ter inc.  1 y 2 a) del Cód. Penal” (Expte. N.º 239/10).

### Causa Cárcel de Coronda: Comandantes de Gendarmería que la dirigieron durante la dictadura
El TOF de Santa Fe condenó a los ex Comandantes de Gendarmería Adolfo Kushidonchi y Juan Ángel Domínguez a las penas 22 años y 17 años de prisión, inhabilitación absoluta y perpetua, y accesorias legales, por ser culpables de Tormentos agravados por ser cometidos en perjuicio de detenidos políticos y tormentos agravados por resultar la muerte de una persona. Considerando que los hechos juzgados deben ser considerados delitos de lesa humanidad, que se han llevado a cabo dentro de un plan sistemático y generalizado de ataque a un sector de la población civil por parte del Estado.
En el juicio fue acreditado que el sistema coercitivo instalado en el Penal de Coronda en los pabellones destinados a los presos políticos durante los años 1976 a 1979, formó parte del circuito clandestino de represión ilegal. La Cárcel, al igual que otros centros de detención de la región durante ese período (Guardia de Infantería Reforzada, las comisarías cuarta y primera, el servicio de informaciones, la policía federal, las denominadas “casitas” ubicadas en los alrededores de Santa Fe), funcionaron como engranajes del circuito represivo, destinados al confinamiento de los considerados delincuentes subversivos (DT) y al sometimiento de los mismos a todo tipo de tormentos y vejámenes.
El Instituto Correccional Modelo, Unidad 1, situado en la ciudad de Coronda de la Provincia de Santa Fe, fue el lugar de alojamiento de los  varones presos políticos desde 1974. De julio de 1975 aumentó el número de personas privadas de su libertad como víctimas de persecución política, varios de ellos por su militancia sindical.
Con el golpe de Estado del 24 de marzo de 1976, hubo llegada masiva de perseguidos políticos a la cárcel de Coronda, convirtiéndose en cárcel de concentración para las provincias de Santa Fe y Entre Ríos. En la conducción de la unidad penitenciaria durante el período 1976-1979 se alternaron como Directores los comandantes de Gendarmería Octavio Zirone (fallecido antes del juicio), Juan Ángel Domínguez y Adolfo Kushidonchi.
Más de mil personas sufrieron el encierro y el tratamiento con prácticas del terrorismo de Estado dictatorial: medidas edilicias, prohibiciones, arbitrariedades, maltratos, castigos, golpizas, incomunicación, aislamiento, falta de alimentación, ataques a la salud, vejaciones, hostigamientos a las familias, imposiciones humillantes, salidas a otros lugares para la aplicación de otros tormentos o la amenaza siempre presente de ser ejecutados.
En la investigación judicial se obtuvo la orden secreta CLH-317 emitida por el comando del II Cuerpo del Ejército para las unidades penitenciarias bajo la denominación de “Campaña “Pensionistas”.  Allí se hace explícita la persecución de “ideólogos, activistas, militantes, etc.” a quienes identifica como “blancos” de acciones sicológicas” (AS) y de “comunicación social” actuando también sobre sus familiares. Con las entonaciones de una racionalidad de planificación militar, se pretende una tecnología de “métodos” y “técnicas” que impulsan la brutalidad del sometimiento de los militantes a los tormentos que logren su destrucción.  

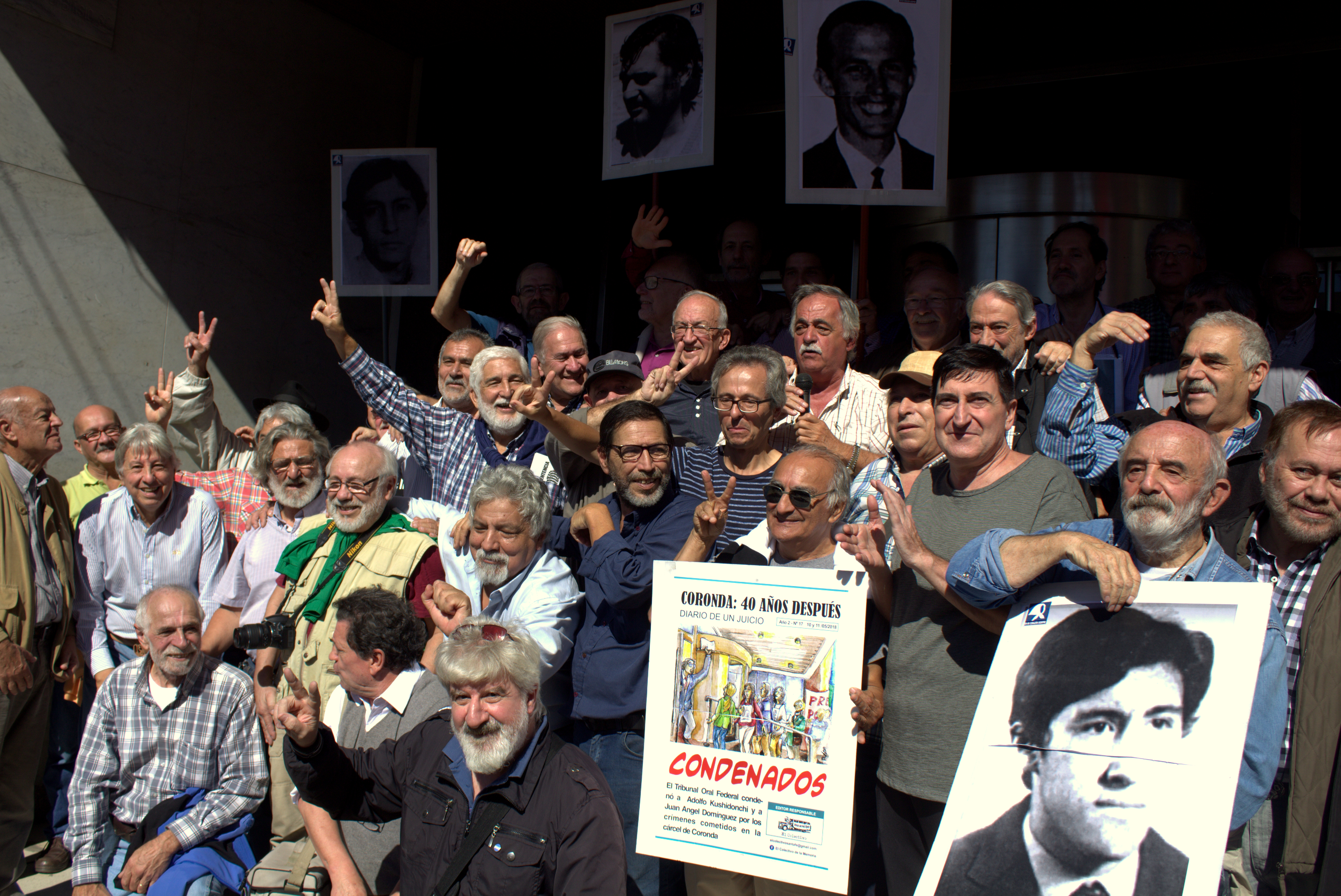
Miembros de El Periscopio, querellantes en el juicio, al dictarse la sentencia

Fue querellante en la causa la  “El Periscopio” Asociación Civil de ex presos políticos de la cárcel de Coronda, cuya primer actividad colectiva fue la elaboración y edición del libro “Del otro lado de la mirilla-Olvidos y memorias de ex presos políticos” data del año 2003. En el juicio, la mayor parte de los 84 testigos fueron aportados por su querella.
Los hechos más graves juzgados lo constituyen los que llevaron a la muerte por falta de atención médica luego se sufrir serias afecciones en su salud (agravadas por el régimen de encierro, privaciones y tormentos) de Luis Alberto Hormaeche y Raúl San Martín. Un tercer preso, Juan Carlos Voisard, murió en las mismas condiciones pero su caso es sustanciado en otra causa, y Daniel Gorosito fue trasladado ilegalmente a Rosario con complicidad de las autoridades, donde fue asesinado simulando un enfrentamiento armado.
La figura de Tormentos (con agravante por tratarse la víctima de un perseguido político) ha sido entendida como “...todo trato infamante contra una persona que estando en este caso privada de su libertad no puede asumir la defensa de su persona con eficacia; todo tormento constituye un medio de mortificación para una persona, que se realiza sin causa aparente y sin que la ley exija del victimario un propósito definido, el que, naturalmente, existe en el ánimo del agente, que puede servirse de su propia fuerza física o de instrumentos idóneos para atormentar, conocidos o no; y el tormento puede estar dirigido a la integridad física o la moral”.
El juicio fue seguido por numeroso público y periodistas, llevándose una crónica que la asociación El Colectivo de la Memoria publicó con el nombre de “Diario de un Juicio – 40 años después”.
Causa caratulada judicialmente como: “DOMÍNGUEZ, Juan Ángel - KUSHIDONCHI, Adolfo s/ Inf. art. 144 ter 2.º párrafo según Ley N.º 14.616 del Código Penal en concurso real con Homicidio Simple” (Expte. FRO N.º 54000004/2007)

### Grupo de Tareas del Área 212: Ejército + Policía
En mayo de 2019, el TOF Santa Fe condenó al exjefe de Operaciones del Destacamento de Inteligencia N.º 122, Coronel(RE) Héctor Melitón Martínez, a la pena de 12 años, al ex oficial del Departamento Informaciones Policiales (D-2), Eduardo Alberto Ramos Campagnolo (20 años); al ex Subjefe de la Comisaría 1.ª y luego Jefe de la Seccional 4.ª, Ricardo Silvio Ramón Ferreyra (15 años); al exjefe de la Guardia de Infantería Reforzada (GIR) y Coordinador del Área de Defensa 212, Juan Calixto Perozzotti (10 años); a la exagente de la Unidad Regional I (URI), María Eva Aebi (7 años); al exagente de la División Informaciones de la URI, Víctor Hugo Cabrera (6 años) y al exagente de la GIR, Eduardo José Córdoba (4 años).
En esta causa se juzgaron crímenes de lesa humanidad consistentes en privaciones ilegales de la libertad agravada por el empleo de violencias y amenazas, violación de domicilio por allanamiento ilegal, tormentos agravados por tratarse de perseguidos políticos y violación sexual agravada a una militante menor de edad, delitos que tuvieron lugar entre 1976 y 1977,que damnificaron a diez víctimas, varias de ellas menores edad y fueron perpetrados en las Comisarías 1.ª y 4.ª, en la GIR y en la sede del D-2 de la ciudad de Santa Fe y en un Centro Clandestino de Detención denominado “El Borgia”, ubicado en la localidad de San José del Rincón.
La causa tuvo su origen a partir de la remisión de declaraciones testimoniales vertidas durante el juicio identificado como Causa Brusa, centrado en delitos perpetrados contra víctimas que, tras la privación ilegal de la libertad, transitaron su cautiverio en distintos centros clandestinos que funcionaron en dependencias de la policía provincial, entre ellos la Guardia de Infantería Reforzada, "lugar donde además del cautiverio ilegal de personas, se realizaban torturas, interrogatorios, simulacros de fusilamiento, abusos de todo tipo y muchas otras crueldades".
La Fiscalía tuvo plenamente acreditada la responsabilidad penal de cada uno de los imputados, a partir de la reconstrucción efectuada  a través de los testimonios coincidentes de las víctimas, documentación –entre la que se encuentran los legajos de la Policía de la Provincia de Santa Fe, y las constancias dejadas en los libros de guardia de las seccionales policiales- así como las inspecciones oculares en los centros clandestinos de detención que formaron parte del circuito represivo instrumentado por el terrorismo de Estado en la provincia. 
Causa caratulada judicialmente como: “CABRERA, Víctor Hugo y otros s/ Privación ilegal de libertad (Art. 144 bis inc. 1) y asociación ilícita” (Expte. N.º FRO 54000011/2010)

### Megacausa Rafaela: crímenes a jóvenes militantes. Algo de justicia por Silvia Suppo
Los represores de la Guardia de Infantería Reforzada/Área 212 fueron juzgados por el asesinato de Rubén Carignano (simulando su suicidio en una celda de la Comisaría 4.ª); la desaparición forzada de Reinaldo Alberto Hattemer; el secuestro de Jorge Destéfani, Hugo Suppo, Ricardo Díaz y Graciela Rabellino (sobrevivientes); y el secuestro, torturas, violación y aborto forzado practicado a Silvia Suppo.
El 8 de octubre de 2018 el Tribunal Oral Federal de la ciudad de Santa Fe, dictó sentencia condenando al comisario inspector retirado Ricardo Ferreyra a la pena de 16 años (22 con una condena previa); al comisario mayor retirado Juan Calixto Perizzotti a la pena de 14 años (pero quedó en perpetua al sumar con una condena anterior); a la ex sargento primero María Eva Aebi a la pena de 10 años; y al comisario inspector retirado Oscar Farina, a la pena de 8 años de prisión.
Por primera vez en la provincia de Santa Fe, se condenó el aborto forzado como un delito autónomo dentro de los crímenes del terrorismo de Estado. La víctima fue Silvia Suppo, sobreviviente de la dictadura y asesinada en 2010 en la ciudad de Rafaela, por cuyo crimen se sustancia otra causa en la Justicia Federal.  Marina y Andrés, hijos de Silvia Suppo y Jorge Destéfani, fueron querellantes.
A pesar de haberse probado la desaparición forzada de Reinaldo Hattemer, quien era novio de Suppo en 1977 cuando fue secuestrado a la salida del casamiento de su hermano en Rafaela, no hubo condenados en el juicio ya que el Mayor Jorge Diab (del Destacamento de Inteligencia 122), el exjefe de Policía de Rafaela, Ítalo Falchini; el exintegrante de los servicios de inteligencia, Felipe Miglietto, y otros policías locales, como Hoffman y Bravo (todos señalados por víctimas y testigos como responsables de los crímenes cometidos en Rafaela) habían fallecido antes.
El grupo de víctimas eran adolescentes y jóvenes de la Juventud Peronista, que habían iniciado su participación en el estudiantado secundario creando la Asociación de Estudiantes Secundarios, que cumplió la función virtual de los centros de estudiantes no permitidos por las dictaduras; su revista “Qué Hacer” se hizo masiva y se distribuyó hasta llegar a la cantidad de 800 ejemplares.
Causa caratulada judicialmente como: “AEBI, María Eva – PERIZZOTTI, Juan Calixto – FERREYRA, Ricardo Silvio Ramón s/ PRIVACIÓN ILEGAL DE LA LIBERTAD (ART. 144 BIS INC. 1), INF. ART. 144 TER 2.º PÁRRAFO, HOMICIDIO SIMPLE Y OTROS” (Expte. N.º 54000012/2007)

### La Masacre de Ituzaingó y Las Heras. Cacería de militantes
En este juicio el TOF Santa Fe condenó a prisión perpetua al excoronel Ramón Abel Recio, al exmilitar Jorge Balla, y al ex suboficial principal del Ejército Luis Alfredo Gómez, como coautores del homicidio doblemente calificado, el expolicía de Santa Fe Oscar Cayetano Valdez, como partícipe necesario de homicidio doblemente calificado por cuatro víctimas. Luego, recibieron 15 años de prisión los ex policías  Raúl Giménez, autor de homicidio simple, Rubén Ángel Vázquez y Luis Bellini como coautores del delito de homicidio simple. El ex comisario principal de la policía Ricardo Amancio Brunel y el expolicía Rolando Martínez recibieron 12 años como partícipes secundarios de homicidio doblemente calificado. Finalmente, el tribunal absolvió a los ex policías Abel Antonio Romero, Rodolfo Antonio Reible y Carlos Héctor Albornoz, investigados por los mismos delitos.
En este juicio se investigó y condenó la responsabilidad de los imputados en cuatro operativos represivos realizados por fuerzas conjuntas de Ejército y Policía. Jorge Alberto Balla, Luis Alfredo Gómez y Ramón Abel Recio cumplieron funciones en el Comando de Artillería 121, donde funcionaba la SEI (Sección de Empleo Inmediato), bajo las órdenes del Coronel Mario Víctor Fontana. Por su parte Rodolfo Antonio Reible, Abel Antonio Romero, Carlos Héctor Albornoz, Ricardo Amancio Brunel, Rolando Martínez, Rubén Ángel Vázquez, Luis Alberto Carmelo Bellini y Raúl Giménez cumplieron funciones en el Comando Radioeléctrico de la Policía provincial, mientras que Oscar Alberto Cayetano Valdez cumplió funciones en el Departamento de Informaciones policiales D-2 desde el 23/4/75 hasta el 16/05/84.
En el primero, ocurrido el 6 de octubre de 1976, fueron asesinados por un grupo de fuerzas conjuntas del Ejército y de la policía de la provincia de Santa Fe Alicia Beatriz Ramírez y Mario Galuppo. Al huir de la vivienda que habitaban, y Luis Alberto Fadil quien fue secuestrado con vida apareciendo luego su cadáver en la morgue del cementerio municipal.
El segundo hecho tuvo lugar el 27 de octubre de 1976, donde fue asesinado Luis Goicoechea y se secuestró a Eduardo Almada y Mario Daniel Rossler, víctima luego de múltiples y reiterados tormentos
El tercero, ocurrido el 3 de enero de 1977, en el que fueron asesinados Nora Gladis Meurzet y Antonio Martín Mendicute por disparos de armas de fuego y granadas arrojadas por personal policial del Comando radioeléctrico.
El cuarto hecho, que tuvo lugar el 19 de enero de 1977 y es conocido como la "Masacre de Ituzaingó y Las Heras", consistió en un operativo conjunto del Ejército y la Policía provincial, donde fueron asesinados Jorge Luis Piotti, Ileana Esther Gómez, Osvaldo Pascual Ziccardi, Carlos Mario Frigerio y una vecina del departamento atacado, Elina Jagou de Carlen. En la casa sobrevivieron ocultos los niños Ramón y Hernán Ziccardi, quienes fueron querellantes en el juicio. En este operativo la manzana fue rodeada por dos anillos, y se ocuparon propiedades cercanas para apostar tiradores con armamento pesado, quienes dispararon durante varias horas hacia el departamento ocupado por las víctimas.
Causa caratulada judicialmente como: “BALLA, Jorge Alberto y otros s/ Homicidio agravado p/el conc. de dos o más personas” (Expte. N.º FRO 6806/2014) y su acumulado “FERREYRA, RICARDO SILVIO RAMÓN (D) – PERIZZOTTI, JUAN CALIXTO (D) – PAVÓN, CARLOS ENRIQUE (D) – MARTELLO, ROQUE ÁNGEL (D) y otros s/Privación Ilegal de Libertad (Art. 144 bis inc. 1), en concurso real con Homicidio agravado con ensañamiento - Alevosía, Homicidio agravado p/el conc. de dos o más personas y otros” (Expte. FRO N.º 54000005/09)

### Causa Laguna Paiva: terrorismo de Estado a familias, niños y niñas

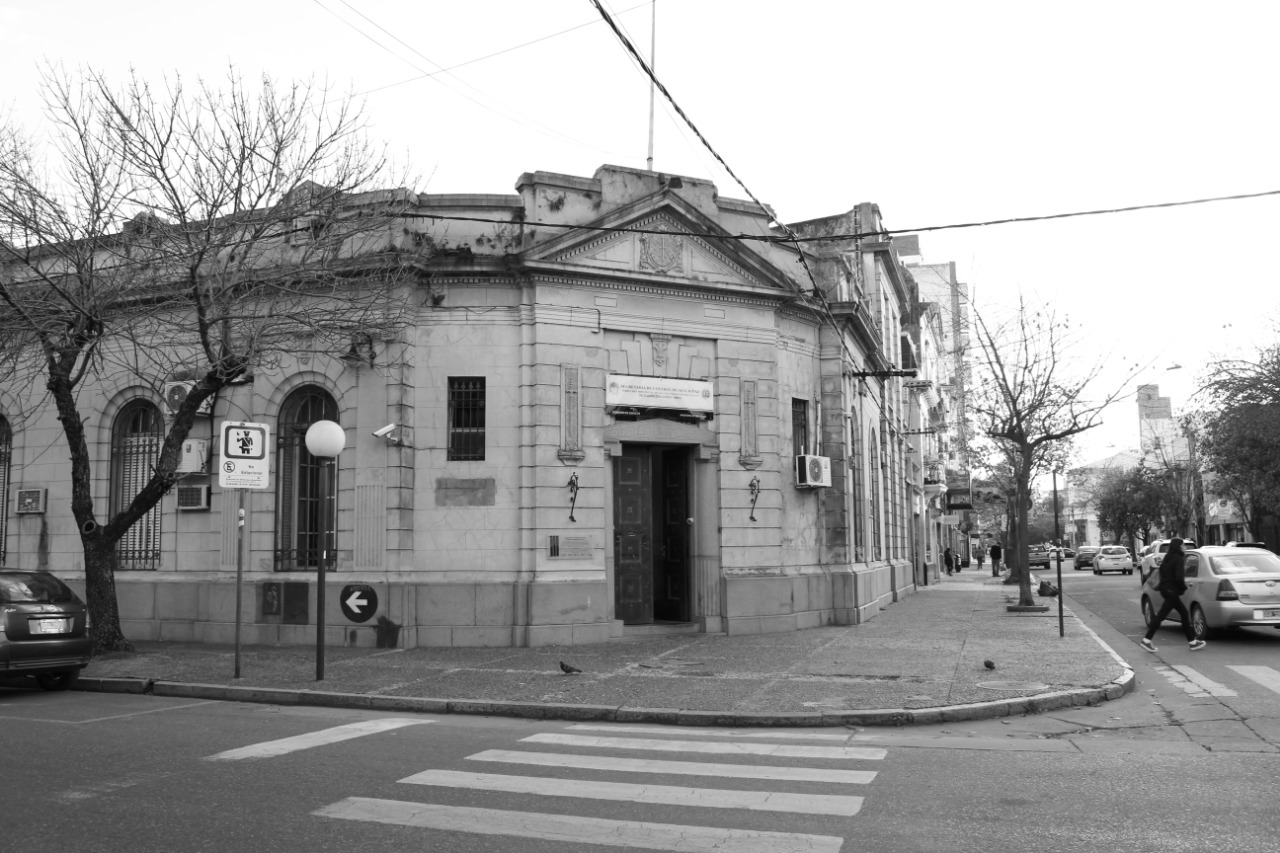
Local del Servicio de Informaciones (D2) donde ocurrieron los hechos juzgados

El 6 de julio de 2021 el Tribunal Oral Federal Criminal de Santa Fe condenó a seis ex policías miembros del Servicio de Informaciones de Santa Fe (D2) por privación ilegal de la libertad agravada y tormentos agravados por tratarse de perseguidos políticos. Por desarrollarse en tiempo de restricciones por pandemia se realizó sin público, emitiéndose la transmisión por sitio web oficial.
En la causa se juzgó la detención del último jefe político del PRT en Santa Fe, Arnaldo Catalino Páez, de su esposa embarazada y de uno de sus hijos, Mario, quien era un niño de 14 años, en febrero de 1980, cuando los capturaron en un campito con hornos de ladrillo, donde trabajaban y vivían, en Lima, provincia de Buenos Aires, a 368 kilómetros de Santa Fe. El operativo siguió con el secuestro de otros ocho compañeros y amigos de Páez en Laguna Paiva, entre marzo y abril de 1980: Daniel Emilio Acosta, Roberto Manuel Soria, Ricardo Nicolás Galván, Juan Carlos Oliver, Hugo Alberto Silva, Juan Carlos Sánchez, Pedro Pablo Moncagatta y Anselmo Miranda. La mayoría de las víctimas trabajaban en el Frigorífico Nelson. Allí habían conformado la agrupación sindical “La Lucha”, una ramificación del PRT. Otras dos de las víctimas se desempeñaban en los ferrocarriles de Laguna Paiva y Villa Constitución, como integrantes del FAS (Frente Antimperialista por el Socialismo).
La persecución, que había comenzado en Huanqueros sobre la familia de Miguel Páez, siguió en Lima (BsAs),y luego en Laguna Paiva, Santa Fe y Villa Constitución. Las víctimas permanecieron detenidas en las comisaría 13.ª de Laguna Paiva; en la de Villa Constitución; en las seccionales 1.ª y 3.ª y 5.ª de la ciudad de Santa Fe, en la Guardia de Infantería Reforzada; y en el Departamento de Informaciones D-2, lugar donde se produjeron las torturas.
El juicio reveló que el grupo de tareas se ensañó con los hijos de las familias Páez, que eran 16 niños y niñas que tenían entre dos y quince años. Mario Páez, de 14, estuvo secuestrado dos meses en el D2, en San Martín y Obispo Gelabert, una de sus primas fue abusada en Esperanza, y cuatro primos, hijos de Miguel permanecieron como rehenes más de un mes en la Guardia de Infantería Reforzada (GIR). Los otros chicos quedaron abandonados o bajo vigilancia del aparato represivo. Por esta razón la sentencia instruyó a fiscalía la continuidad de la investigación de los delitos denunciados por los niños, y lo propio hará la querella que de los abogados Federico Pagliero y Anabel Marconi de la APDH Rosario.
Las condenas:  CHARTIER, Germán (Fue oficial de inteligencia desde el 24 de marzo de 1971 hasta el 31 de marzo de 1982 y en ese momento era jefe de la División Informaciones policiales de la URI) a 16 años de prisión e inhabilitación absoluta y perpetua como autor mediato de los delitos de Privación ilegal de la libertad agravada por el empleo de violencias y amenazas, agravados por tratarse de perseguidos políticos. RIULI, Eduardo Enrique, que tras su paso por la Policía ejerció como periodista y animador de acontecimientos públicos de la localidad de Laguna Paiva, (6 años y 6 meses), MENDOZA, Fernando (5 años) por ser autores penalmente responsables de los delitos de Privación ilegal de la libertad agravada por el empleo de violencias y amenazas.  INSAURRALDE, Rubén Oscar (6 años), GONZÁLEZ, Rubén Antonio (5 años), MOLINA, Omar Epifanio (5 años)  por ser autores penalmente responsables de los delitos de Privación ilegal de la libertad agravada por el empleo de violencias y amenazas, y tormentos agravados por tratarse de perseguidos políticos.
También indicó que cumplan la pena privativa de libertad en cárceles comunes, sujeta a los exámenes médicos que se hagan en dicha oportunidad

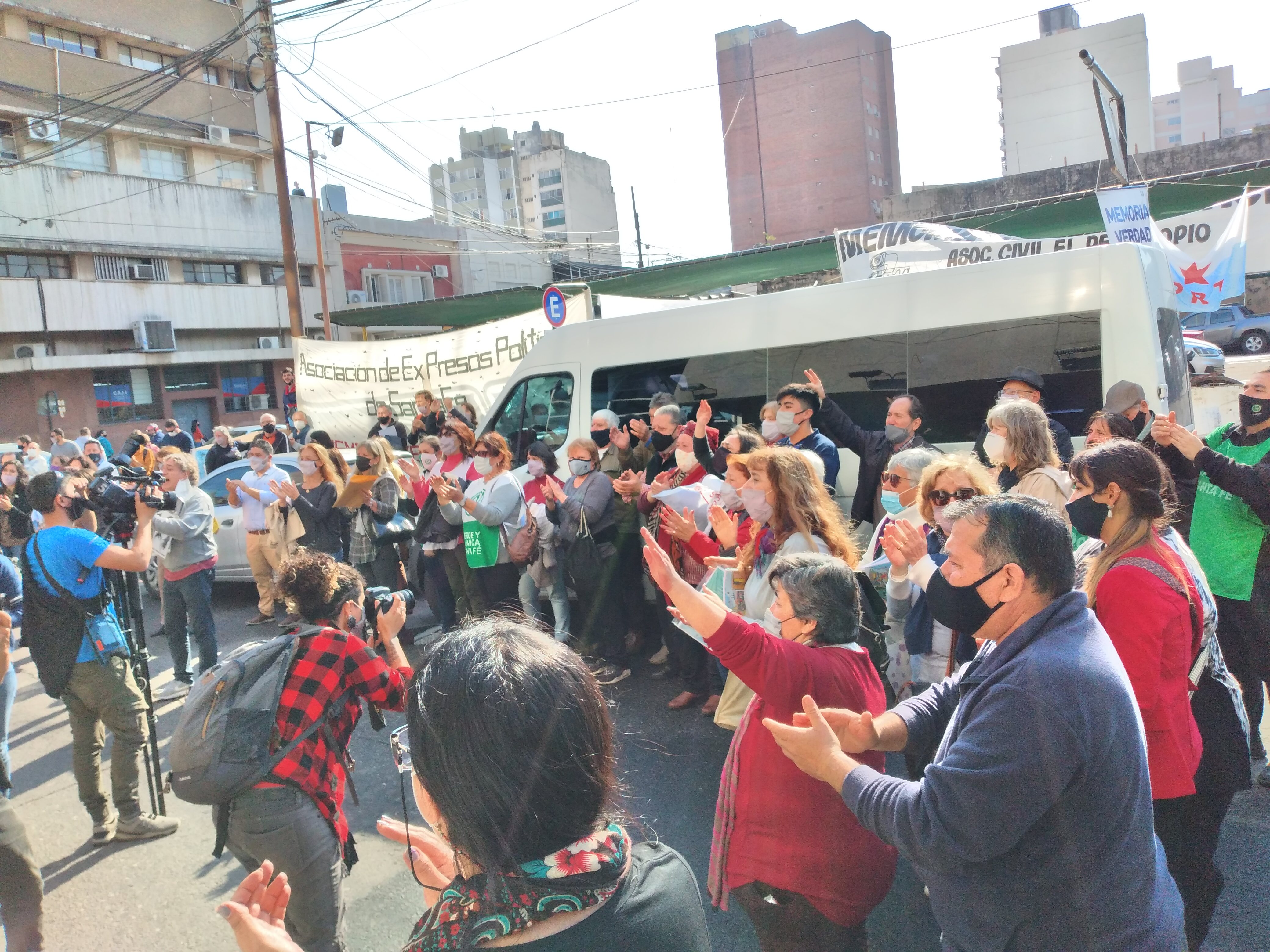
El público y las víctimas de los genocidas celebran la condena

Causa caratulada judicialmente como: Expte. N.º FRO 22440/2014 -“CHARTIER, Germán Raúl y Otros sobre Privación Ilegal de la Libertad Personal”

### Cuarto juicio a Víctor Hermes Brusa y vuelta a prisión
El 21 de diciembre de 2021 comenzó en juicio a Víctor Hermes Brusa, que luego fue juez federal, y María Eva Aebi y Juan Eduardo González, ambos integrantes de la Unidad Regional I de la Policía local. El tribunal fue integrado por los jueces Mario Jorge Gambacorta, Germán Sutter Schneider y Eugenio Jorge Martínez Ferrero. El querellante Francisco Klaric fue representado por el equipo jurídico de HIJOS.
Al momento de los hechos investigados, Víctor Hermes Brusa se desempeñaba como empleado judicial del juzgado federal de Santa Fe, hasta que en mayo de 1978 fue designado en el cargo de Secretario del mismo Juzgado. La acusación sostuvo que Brusa cometió apremios ilegales en perjuicio de tres víctimas. Una de ellas manifestó haber sido interrogada por el acusado mientras estaba detenida ilegalmente en la cárcel de Coronda, otros en la Comisaría 4.ª, reconocido centro clandestino de detención. Cuando Klaric recuperó la libertad en diciembre de 1983, se presentó en el Juzgado Federal a denunciar los hechos sufridos. Allí, Brusa ingresó con la intención de amedrentarlo y afirmó “con ustedes la próxima vez se termina la primera noche”.
Durante el juicio se expusieron diversos hechos que involucraban a funcionarios judiciales como Víctor Montti y Luis de Aguirre en complicidad con las fuerzas represivas.
Una circunstancia destacada durante el desarrollo del juicio fue la permanencia de Brusa en prisión domiciliaria, que había sido revocada por la Suprema Corte de Justicia.
En los alegatos, el fiscal Martín Suárez Faisal pidió 10 años de prisión por los mismos delitos que lo condenaron y la abogada querellante Lucía Tejera 15 años de cárcel por “tormentos agravados” en el “contexto de genocidio”.
El 8 de abril de 2022 se dictaron las condenas: Brusa, a 8 años de prisión por “apremios ilegales” a los militantes peronistas Francisco Klaric, Eduardo Bafficco y Carlos Chiarulli; Aebi, a 6 años y seis meses de prisión por la “privación ilegal de la libertad agravada” a Marta Berra –que estaba embarazada en la época de los hechos- y Milagros Almirón, quien era una niña de 14 años y González, a 9 años de prisión por “privación ilegal de la libertad agravada” en perjuicio de tres militantes de la Federación Juvenil Comunista: José Schulman, Graciela Roselló y Hernan Gurvich y “violación de domicilio por allanamiento ilegal”, de la casa donde vivían, en octubre de 1976.
En otra decisión, el mismo día el Tribunal Oral Federal de Santa Fe revocó la prisión domiciliaria del exjuez Víctor Brusa, que la Sala Segunda de la Cámara de Casación le otorgó en diciembre de 2018 y la Corte Suprema de la Nación anuló tres años después, en octubre de 2021, y ordenó su “traslado y alojamiento definitivo” en una cárcel del Servicio Penitenciario Federal.
Causa caratulada judicialmente como: Expte. N.º FRO 54000011/2010/TO2 "González, Juan Eduardo y otros s/ Privación ilegal de libertad (art. 114 bis inc.1)"

### Causa Militantes del PRT
El 14-10-22 el Tribunal Oral Federal integrado por José María Escobar Cello, Luciano Lauría y Germán Sutter Schneider, con un argumento que roza la inconstitucionalidad, calificó como "RIÑA", a un operativo organizado por la policía federal, con el apoyo del ejército y la policía de la provincia de Santa Fe, ocurrido durante el terrorismo de Estado en febrero de 1976 en el que fueron asesinados dos militantes.
Condenó al exteniente Coronel Héctor Melitón Martínez que se desempeñaba en el Destacamento de Inteligencia 122 del Ejército Argentino a la pena de 7 años de prisión;; Víctor Stahlberg, Ricardo Antonio Olivera, Rodolfo Gómez Trintinaglia y Elbio Eduardo Picollo, que cumplieron funciones en la Delegación Santa Fe de la Policía Federal Argentina a la pena de 9 años de prisión y Lucindo Delio Benencia, ex policía de la Provincia de Santa Fe  a la pena de 3 años y 2 meses de prisión. Además estuvo imputado Ricardo Silvio Ramón Ferreyra (fallecido) que se desempeñó como subjefe de la Comisaría 1.ª de ésta provincia y luego como Comisario de la Comisaría 4.ª.
El juicio trató sobre un operativo llevado a cabo por un grupo de tareas de la Policía Federal realizado el 27 de febrero de 1976 en el que fueron asesinados los militantes del Partido Revolucionario de los Trabajadores (PRT-ERP) Carlos Cattaneo y Fernando Lucio López y las torturas sufridas por Eusebio Cabral, Carlos Courault y María Inés Gutiérrez. También la desaparición de Roberto Ismael Sorba y el asesinato encubierto como “suicidio” de Juan Clemente Chazarreta.
Causa caratulada judicialmente como: MARTÍNEZ, Héctor Melitón y Otros s/ Homicidio agravado p/ el concurso de dos o más personas - privación ilegal de libertad (art. 144 bis inc. 1) e imposición de tortura agravada (art. 144 ter inc. 2)” - EXPTE. N° FRO 54000026/2007/TO1 y acumulado EXPTE. N° FRO 61000198/2012/TO1

### Causa PCI Ramos
El 14/04/2023 el Tribunal Oral de Santa Fe condenó  a siete años de prisión a un exagente secreto del Ejército, Julio Adelaido Ramos -que en democracia se recicló como diputado provincial del Partido Justicialista - por la “privación ilegítima de la libertad agravada” y “tormentos agravados” a su excompañero de militancia en la JP Luis Felipe Solé, quien lo reconoció en un centro clandestino de detención, en 1977. Solé era perseguido político de la dictadura y Ramos operaba como Personal Civil de Inteligencia (PCI) en el Destacamento de Inteligencia Militar 122 de Santa Fe. En su alegato, el fiscal Martín Suárez Faisal le pidió una condena a nueve años de prisión por los mismos cargos, que sea “efectiva” y la cumpla en un “establecimiento carcelario”. El Tribunal –integrado por los jueces Luciano Lauría, José María Escobar Cello y Germán Sutter Schneider- lo sentenció a siete años de prisión, pero no dijo nada sobre el lugar, por lo que se deduce que el ex legislador seguirá en prisión domiciliaria, en su casa. El juicio se había iniciado el 9 de marzo de 2023.
Causa caratulada judicialmente como: Expdte 35897/2016 "Ramos Julio Adelaido s/ tortura. Víctima: Solé Luis Felipe

### Causa Ponti
El Tribunal Oral Federal de Santa Fe condenó por unanimidad al Tte Cnel (R) Alberto José Jaime a prisión perpetua por el homicidio doblemente agravado por ensañamiento y alevosía, y el concurso de dos o más personas en perjuicio de Yolanda Rosa Ponti, ocurrido el 1 de diciembre de 1976 en pleno centro de Santa Fe.
Yolanda Ponti, de 18 años, era una estudiante oriunda de la ciudad de Rafaela que residía en Santa Fe, donde era militante de la Juventud Universitaria Peronista. Desde diciembre de 1975 era buscada por la inteligencia militar, que había allanado su domicilio familiar de Rafaela y luego había detenido a su pareja.
Alberto Jaime, entonces Capitán, era uno de los jefes operativos del Destacamento de Inteligencia Militar 122, y estuvo a cargo del operativo en el que miembros del Ejército y la policía santafesina interceptaron el colectivo en que viajaba y mataron a Ponti, quien primero fue herida en el abdomen y luego fue rematada con un disparo en la cabeza, al transeúnte José Roberto Herrera  y al chofer del vehículo, Arnaldo Martinazzo, en la céntrica esquina de 25 de Mayo y Lisandro De la Torre.
La prueba clave del asesinato de la joven es un sumario que instruyó el Ejército en 1976 porque en la balacera de las fuerzas represivas murió uno de los suboficiales del Destacamento 122: el sargento Oscar Alberto Cabezas. En ese sumario quedó asentado que Jaime y sus cómplices -todos fallecidos al día de hoy- vieron como Ponti subió a un colectivo de la Línea 3 en barrio Barranquitas y lo siguieron en dos vehículos, un Dodge y un Renault 6. El sumario permitió conocer que la patota estuvo integrada por Jaime, el suboficial Nicolás Correa, el teniente Julio César Domínguez, el sargento Elodoro Jorge Hauque, Cabezas, el oficial de la policía santafesina Héctor Romeo Colombini, y según declaración del propio Jaime, los agentes civiles de inteligencia Horacio Barcos y José Quiroga. Salvo Jaime, los demás efectivos han fallecido y no fueron juzgados. 
En la denuncia que dio inicio a la causa en 2013, el fiscal federal Walter Rodríguez relató que Jaime "impartió la orden por radio" de interceptar al micro y "dos hombres bajaron del Dodge para detenerlo a pie", mientras el Renault 6 le bloqueaba el paso.
El teniente coronel del Ejército retirado estuvo prófugo más de cuatro años hasta su detención en 2019, y fue juzgado por primera vez por crímenes de lesa humanidad.
Causa caratulada judicialmente como: Expediente 54000005/2009/TO3 caratulado "Jaime, Alberto José s/ homicidio agravado".

### Causa Requena
El Tribunal Oral Federal, integrado por Elena Beatriz Dilario, Luciano Lauria José María Escobar Cello, condenó a Ricardo Carrouché, retirado de la Policía Federal, a 7 años de cárcel por privación ilegítima de la libertad agravada por la utilización de violencia y amenazas, y tormentos agravados por haberse cometido contra perseguidos políticos; al ex policía provincial Wenceslao Bertolino y Eduardo Ramos Campagnolo a 9 años de condena, culpables de haber cometido en su calidad de funcionario público los delitos de violación de domicilio por allanamientos ilegales, privación ilegítima de la libertad agravada por la utilización de violencia y amenazas, y tormentos agravados por haberse cometido contra perseguidos políticos. Ambos expolicías fueron acusados de robo simple en el domicilio de Espíndola y en el que compartían Corva y Ovelar, además del abuso deshonesto de la mujer.
Germán Raúl Chartier, jefe de inteligencia policial, que había sido condenado a 16 años de prisión como autor de once hechos de privación ilegal de la libertad agravada y ocho hechos de tormentos agravados, estuvo procesado en esta causa por los mismos delitos que Ramos Campagnolo y Bertolino, pero por su fallecimiento el 23 de noviembre de 2021 se declaró la extinción de la acción penal en su contra.
Bertolino y Carrouché recibieron su primera condena, en tanto Ramos acumuló la quinta, entre ellas una en la emblemática “Causa Brusa”, de 2009, en el primer proceso de lesa humanidad en la historia de Santa Fe. Para el fiscal Suárez Faisal, los delitos cometidos por los imputados "formaron parte del plan sistemático de persecución política ilegal pergeñado por la última dictadura cívico militar, siendo calificados como de lesa humanidad".
Las víctimas fueron Ramón Requena, Miguel Ángel Quaini, Miguel Ángel Escalante, Juan José Espíndola, Hugo Alberto Corva y Mirta Rosa Ovelar, quienes en esa época militaban en la Federación Juvenil Comunista.
Causa caratulada judicialmente como: RAMOS CAMPAGNOLO, Eduardo Alberto y otros s/ inf. art. 144 bis inc.1 y último párrafo s/ ley 14.616 en función del art. 142.inc. 1 Ley 20.642”, Expte. Nro. FRO 61000402/2012/TO1

### Causa Navarro
El Tribunal Oral Federal de Santa Fe, integrado por José María Escobar Cello, Luciano Homero Lauría y Beatriz Dilario (presidenta) con la fiscalía a cargo de Martín Suárez Faisal condenó a exintegrantes de la policía por delitos de lesa humanidad. A Carmelo Leonardo Rolón (oficial principal y subcomisario)  15 años de prisión, al jefe de guardia José Ernesto González (oficial ayudante) 12 años, y a Félix Alejandro Ríos (agente y cabo) y Rodolfo Alberto de la Iglesia (oficial principal) por secuestro, a la pena de 3 años de cárcel.
Rolón fue acusado como autor de los delitos de "privación ilegítima de la libertad agravada por haberse cometido mediante la utilización de violencias y amenazas", y "tormentos doblemente agravados por haberse cometido contra perseguidos políticos y por resultar la muerte de la persona torturada" en perjuicio de Navarro. Además, de la "privación ilegítima de la libertad agravada por haberse cometido mediante la utilización de violencias y amenazas" y "tormentos agravados por haberse cometido contra perseguidos políticos", en perjuicio de otras cinco personas. González fue acusado como partícipe necesario del delito "tormentos doblemente agravados por haberse cometido contra un perseguido político y por resultar la muerte de la persona torturada" en perjuicio de Navarro. Ríos fue acusado como autor del delito de "privación ilegítima de la libertad agravada por haberse cometido mediante la utilización de violencias y amenazas" en perjuicio de Navarro. De la Iglesia fue acusado como autor del delito de "privación ilegítima de la libertad agravada por haberse cometido mediante la utilización de violencias y amenazas" en perjuicio de una mujer que era docente, y falleció antes de que la causa llegara a juicio.
La causa investigó la detención ilegal de Orlando Julio Navarro, militante del Partido Comunista Revolucionario, el 12 de septiembre de 1976 y su homicidio cinco días más tarde dentro de la seccional 3.ª, donde apareció ahorcado, pero según la acusación se encuentra acreditado que murió como consecuencia de los múltiples tormentos y malos tratados sufridos en la dependencia; la detención ilegal de Carlos Alberto Borgna, Carlos Omar González y Héctor Torino el 29 de septiembre de 1976 y llevados a la comisaría 3.ª y otros lugares que funcionaron como centros clandestinos de detención; la detención ilegal de María Susana Muñoz y Daniel Orlando Marangón el 8 de octubre de 1976, ingresadxs a la comisaría 3.ª y  la detención ilegal de Leda Marta Fernández el 21 de octubre de 1976 y su cautiverio y tormentos en la comisaría 3.ª
El juicio pudo iniciarse en 2016 cuando se encontraron ocultos tras una falsa pared los libros de guardia de la comisaría 3.ª del período de la dictadura cívico-militar, que permitieron comprobar la certeza de las denuncias recibidas con anterioridad sobre los secuestros, tortura y homicidio de Navarro, que la policía intentó fraguar como suicidio en los sumarios de la época.
En este juicio se pudo comprobar que la Comisaría 3.ª de la ciudad de Santa Fe fue un Centro Clandestino de Detención integrante del circuito represivo del Área 212.
Causa caratulada judicialmente como: ROLÓN, Carmelo Leonardo y otros (Expte. N° FRO 44591/2017)

### Causa Slattery y otros
El Tribunal Oral en lo Criminal Federal de Santa Fe condenó el 22 de mayo de 2025  a 6 años de prisión al exsubjefe de la Comisaría Segunda de esa ciudad, Carmelo Rolando Rolón, e impuso 4 años de prisión al exoficial de inteligencia policial Tomás Andrés Ramos y al exteniente del Comando de Artillería del Área 121, Carlos Enrique Pavón, por hechos calificados como privación ilegítima de la libertad agravada y violación de domicilio, cometidos entre 1975 y 1977, considerados crímenes de lesa humanidad, e incluyó la absolución del exsubinspector de la Policía Federal Miguel Luis Slattery, quien había llegado al debate acusado como autor de delitos de privación ilegítima de la libertad agravada por haberse cometido mediante la utilización de violencias y amenazas, y violación de domicilio por allanamiento ilegal. 
Los cuatro acusados que llegaron al final de este debate habían sido enviados a juicio junto al exsubjefe de la Comisaría Primera de Santa Fe, Ricardo Silvio Ramón Ferreyra; el exjefe de la División de Informaciones de la Unidad Regional I, Germán Raúl Chartier; y el exoficial del Departamento de Informaciones policial, Luis Antonio Paván, quienes murieron antes del comienzo del debate. En tanto, el exoficial de la policía provincial Enrique Carlos Nardi fue apartado por incapacidad sobreviniente. Respecto a esto último, el fiscal general solicitó al tribunal que tenga por probado los secuestros y tormentos sufridos por otras diecinueve víctimas, delitos por los cuales habían sido requeridos a juicio aquellos imputados.
Los hechos por los que se dictaron condenas
De acuerdo a la acusación fiscal, el 11 de noviembre de 1975, Ramos y otros policías privaron ilegalmente de la libertad a María Cristina Boidi, quien en la época era directora de la escuela Constituyentes y dirigente del sindicato SINTES. Previamente a ello,  personal vestido de civil del Departamento de Informaciones policial, conocido como “D2”, allanó violentamente su domicilio familiar y detuvo a la madre de Boidi, a la abogada del sindicato, Miryam Correa, y a la Dirigente Mercedes González. Boidi, en tanto, fue detenida en la escuela, trasladada a la jefatura y luego a la Comisaría Cuarta. Desde allí fue llevada a una “casita” en las afueras de la capital provincial, donde -de acuerdo con la investigación- fue torturada con picana eléctrica, abusada sexualmente y atada. Detenida a disposición del Poder Ejecutivo Nacional hasta 1980, debió exiliarse Austria hasta su fallecimiento en 2022.
En tanto, el 31 de marzo de 1976 personal del Ejército, entre quienes se encontraba Pavón, allanó el domicilio de Atilio Camilo Boisseleau, militante del Partido Comunista, y lo detuvo junto a su esposa y su hija de cuatro meses. Las víctimas fueron derivadas a la Comisaría Cuarta. Según la acusación, Boisseleau fue trasladado después por Pavón a la Comisaría Primera, donde estuvo 23 días esposado a la reja de una celda, hasta que fue llevado a una “casita” -un centro clandestino de detención-, donde fue torturado e interrogado. 
Por último, siempre de acuerdo a los hechos descriptos por la fiscalía, el 31 de marzo de 1977 Duilio Gerardo Pavón (fallecido) fue detenido ilegalmente en la Comisaría Segunda; luego de que se allanara su domicilio, Pavón quedó detenido durante varias horas en aquella seccional, donde fue interrogado y golpeado en el garaje. Desde allí, fue trasladado a la Comisaría Cuarta, encapuchado y tirado en el piso de un Ford Falcon, y fue encerrado en un calabozo. Al día siguiente, fue llevado a una “casita”, donde también fue interrogado bajo tortura con picana eléctrica, y luego fue devuelto a la Comisaría Cuarta. Continuó el cautiverio en la Guardia de Infantería Reforzada y en la Cárcel de Coronda, desde donde recuperó su libertad en enero de 1979. 
Luego de obtener una presunta confesión de Pavón, personal del Servicio de Inteligencia de la Unidad Regional I, a cargo de Chartier, detuvo ilegalmente a tres personas más, entre las que se encontraba su compañero de militancia, Dionisio Santos Franco, quien fue trasladado hasta la seccional Segunda, donde también fue brutalmente golpeado. Luego, Franco fue llevado a la Cuarta y de allí a la “casita”, donde fue torturado al igual que Pavón.
En este juicio se pudo comprobar que la Comisaría 2.ª de la ciudad de Santa Fe fue un Centro Clandestino de Detención integrante del circuito represivo del Área 212.
Causa caratulada judicialmente como: DOMINISSINI, Agustín Silvestre – PAVAN, Luis Antonio – FERREYRA, Ricardo Silvio Ramón – ROLÓN, Carmelo Leonardo y otros s/ Inf. art. 144 bis en circ. art. 142 inc. 1,2,3,5” (Expte. N° FRO 47/2018)